# 판타날 리냐스 아에레아스
판타날 리냐스 아에레아스(포르투갈어: Pantanal Linhas Aéreas)는 브라질의 항공사이었다. 본사는 브라질 상파울루 위치해 있으며 1993년에 설립 했으며 2009년 12월에 브라질의 최대 항공사인 TAM 항공에 인수되었다. 또한 사용하고 있는 허브 공항으로 콩고냐스 상파울루 공항이 있다.

## 보유 기종
- 2012년 4월 기준으로 PLA 항공은 다음과 같은 기종을 보유하고 있으며 현재 보유하는 기종은 TAM 항공에서 운항하고 있다.[2][3]